# Гоцо Митов
Гоцо Митов е известен адвокат, политик и общественик, един от заслужилите кметове на гр. Фердинанд. Като кмет управлява градската община през периодите (1934 – 1937) и (1937 – 1938 г.).

## Биография
Роден е на 1 юли 1885 г. в с. Вълкова Слатина, Фердинандско, и произхожда от фамилията Канинци. Завършва Самоковското духовно училище през 1905 г. и следва в СУ „Св. Климент Охридски“. По време на войните 1912 – 1918 г. е мобилизиран, завършва Школата за запасни офицери в Княжево, запасен поручик, служи в Трети Бдински и 35-и пехотен Врачански полк. Два пъти е раняван и е носител на два ордена за храброст – войнишки и офицерски и народен орден за военна заслуга. Завършва висше образование по специалността „Правни и държавни науки“ през 1920 г., адвокат е в гр. Фердинанд. През 1922 г. става член на БЗНС. Построява моторна валцова мелница в родното си село и образува със свои близки събирателно дружество „Мелница Слънце Гоцо Митов и С-ие“ – с. Вълкова Слатина. Изявен общественик, членува в Адвокатския съюз, Популярната банка, Дружеството на запасните офицери, Съюза на бойците от фронта, Дружество за закрила на децата, Читалището, Археологическото дружество, Обществото на кавалерите на ордените за храброст и др. Известен е със своите ораторски способности.

Гоцо Митов умира в София през 1958 г. След десетилетия на забрава, през 2000 г. в анкета на „Огоста радио“ е обявен за политик на ХХ столетие на Монтана, а Общинският съвет взема решение за именуване на улица на негово име в индустриалната част на града. На 4 януари 2018 г. е открит негов паметник-барелеф в градската градина на Монтана, в знак на признателност към заслугите му за развитието и напредъка на града. 

## Политическа дейност
При управлението на БЗНС е председател на Временната общинска тричленна комисия (10 февруари–9 юни 1923 г.). За кмет на града е назначен на 30 май 1934 г. В общинските дела проявява завидни организаторски качества, енергия и съзидателен дух, съчетани с разумна пестеливост и стопанска предприемчивост. Неговото управление съвпада с времето на относително спокойствие и стопанско оживление в страната, след икономическата криза от (1929 – 1933 г.). През първия мандат (1934 – 1937 г.). са предприети мерки за издигане авторитета на кметската власт, приети са общинските символи герб и знаме на града (1935 г.), създадени са нови служби – счетоводна и обществени грижи, издава се Общински вестник и е въведена Златна книга на кмета. Взети са мерки за организирано почистване на града и за промяна облика на сградите, жилищата и дворовете, отпуснати са места за установяване на войскова част за постоянно пребиваване. Към общината се присъединяват селата: Мала Кутловица, Студено буче, Белотинци, Баня и Ново село. За развитие на стопанската дейност ежегодно се организират културно-стопански изложби по време на панаира. Сключен е заем за електрификация и водоснабдяване на града, построяване на кланица с хладилник и сушилня за кожи.

През втория непълен мандат (1937 – 1938 г.) продължава строителната и благоустройствена дейност – завършени са: камбанарията на черковния храм (1936 г.), „Черния мост“ и градската градина „Княз Симеон Търновски“ (1937 г.), читалищната сграда (1938 г.). Построени са консервна работилница на общината в с. Живовци и две казармени помещения за войсковата част в града. Поставя се началото на Археологически музей, открит е първият в областта общински родилен дом.
- Строителство на читалищната сграда, 1934 г.
- Панаира, 1935 г.
- Градската градина „Княз Симеон Търновски“, 1937 г.
- Паметник-барелеф на Гоцо Митов в Монтана,2018 г.

Дейността на кмета на града и на общинското управление допринасят за трайни промени в градската среда и облика на околийския център. Продължава създаването на нови фирми, кооперации и работилници, което придава на селището все повече изглед на град с оживена стопанска дейност. Посветил усилията си за стопанското и културно развитие, за напредъка на града и неговата община, Гоцо Митов е уволнен по политически причини. На 10 ноември 1938 г. напуска кметската длъжност, заслужил похвалите и уважението на жителите на град Фердинанд.